# Târlești, Prahova
Târlești este un sat în comuna Posești din județul Prahova, Muntenia, România.
La sfârșitul secolului al XIX-lea, satul Târlești era reședința unei comune formată din el și din satul Gogeasca, având în total 1181 de locuitori, o școală și o biserică ortodoxă fondată de locuitori în 1860. Comuna a fost desființată în 1968, satul Târlești fiind arondat comunei Posești, iar satul Gogeasca — comunei Cărbunești.